# Giuseppe Gaggini
Giuseppe Gaggini (* 25. April 1791 in Genua; † 2. Mai 1867 ebenda) war ein italienischer Bildhauer.

## Leben
Giuseppe Gaggini wurde 1791 als Sohn des Bildhauers Bernardo Gaggini und der Geronima Daneri in Genua geboren. Im Alter von zwölf Jahren wurde er Schüler von Nicolò Traverso und studierte anschließend an der Accademia Ligustica di Belle Arti, wo er 1815 seinen ersten Preis, eine Silbermedaille für die Kopie einer Herkulesstatue, gewann. 1813 erhielt er einen von Antonio Canova gestifteten Preis für junge Bildhauer. Um 1814 studierte er an der Accademia di Belle Arti di Brera in Mailand bei Gaetano Matteo Monti. Nach Genua zurückgekehrt wurde er 1815 als einer von fünf Studenten der Akademie ausgewählt, um sich in Rom weiterzubilden. Dort studierte er bei Antonio Canova und wurde auch von Bertel Thorvaldsen stark beeinflusst. In Rom hielt er Kontakt zu seiner Heimatstadt und der Accademia Ligustica und schickte Werke zu Ausstellungen. Zurück in Genua förderte ihn der Marquis Marcello Durazzo, für den er etliche Skulpturen schuf.
1830 wurde er zum Leiter der Bildhauerschule an der Accademia Ligustica ernannt. 1837 wurde er von Karl Albert nach Turin berufen, wo er die Leitung der Bildhauerarbeiten in den königlichen Schlössern des Hauses Savoyen übernahm. 1841 wurde er zum Hofbildhauer und zum Professor an der Accademia Albertina ernannt, 1842 zum Ehrenmitglied der Akademie. Während seiner Zeit im Piemont pflegte er weiterhin Beziehungen zu Genua und schuf unter anderem Grabmäler für den Monumentalfriedhof Staglieno. Die letzten Lebensjahre verbrachte er im Haus seines Neffen und Schülers Bernardo Gaggini.
Gaggini gilt als einer der Hauptvertreter des Klassizismus. Er erhielt zahlreiche Aufträge und schuf Statuen, Büsten, Reliefs, Grabmäler und dekorative Plastik. Einer der berühmtesten Bildhauer seiner Zeit, geriet er gegen Ende seines Lebens rasch in Vergessenheit. Gaggini war auch ein einflussreicher Lehrer, zu seinen Schülern zählen unter anderem Santo Saccomanno und Santo Varni.

## Auszeichnungen
- Ehrenmitglied der Accademia Ligustica di Belle Arti, 1830
- Orden der Heiligen Mauritius und Lazarus (Ritter), 1842
- Ehrenmitglied der Accademia di Belle Arti di Brera, 1844

## Werke

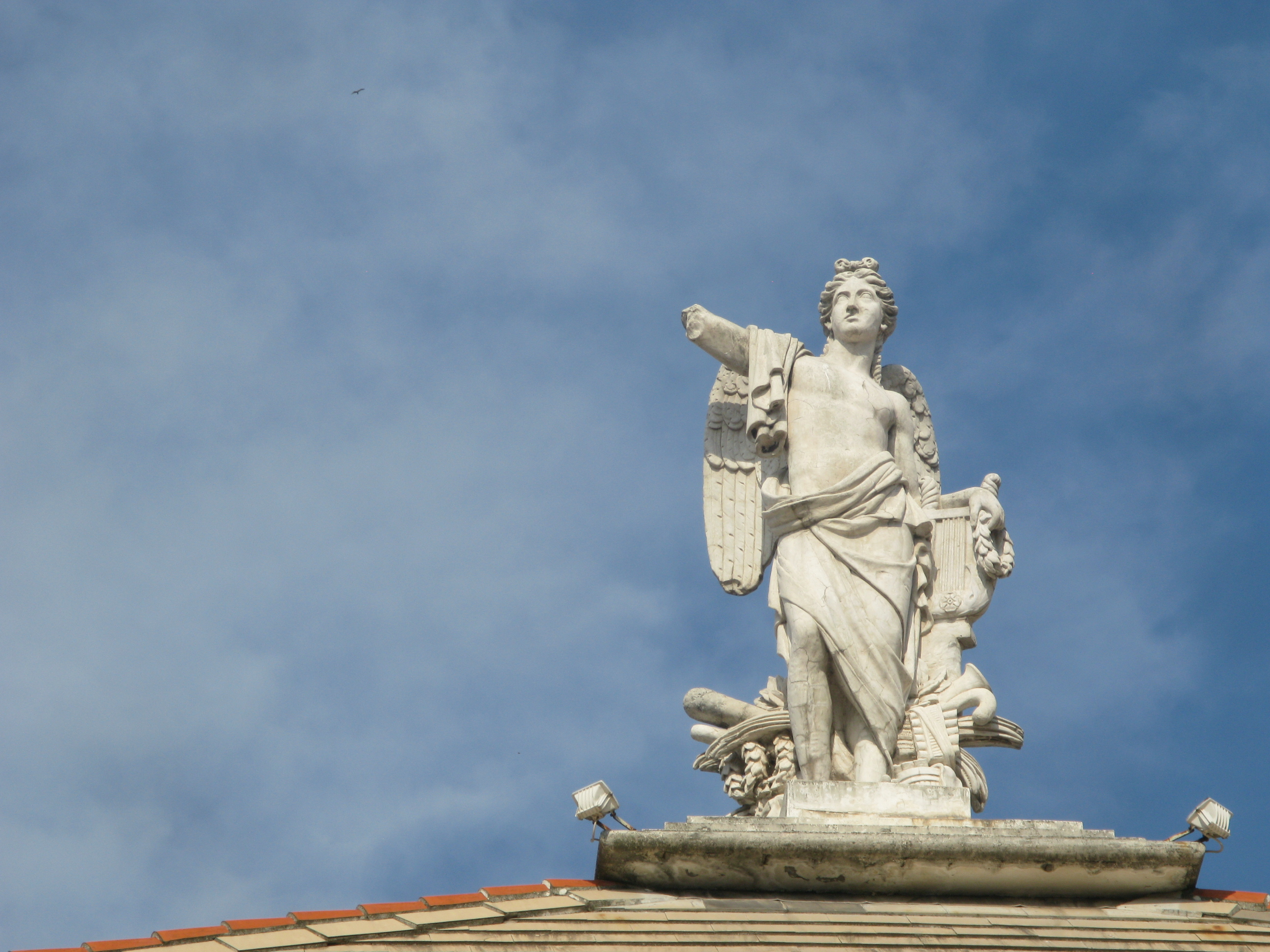
Genius der Harmonie auf dem Teatro Carlo Felice in Genua (1829)

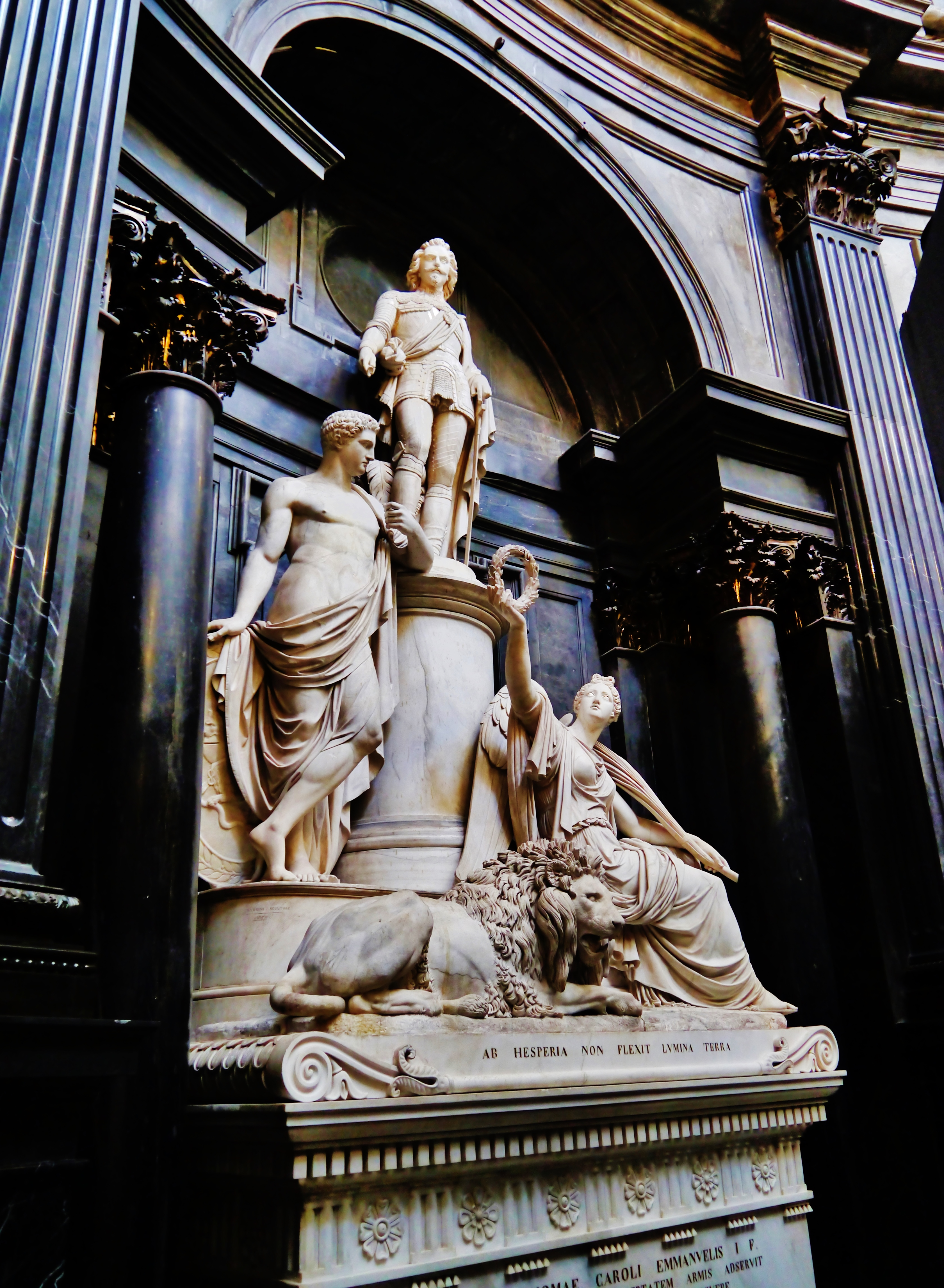
Denkmal für Thomas von Savoyen im Turiner Dom (1849)

- zwei Engel auf dem Altar der Imperiale-Lercari-Kapelle der Kathedrale von Genua, 1821
- Grabmal für Clelietta Durazzo, Kirche San Bartolomeo degli Armeni, Genua, um 1822
- Büsten von Marcello Durazzo und Camilla De Mari Durazzo, Villa dello Zerbino, Genua, um 1822
- Büste Pius’ VII. im bischöflichen Palais, Savona, 1823
- Büste Nicolò Traversos, Accademia Ligustica, 1823
- Statuen der hll. Anna und Joachim am Hochaltar, Nostra Signora dell'Acquasanta, Genua, 1824
- Statue des Wohltäters Giuseppe Doria, Ospedale di Pammatone, Genua, 1826
- Genius der Harmonie am Akroterion, Teatro Carlo Felice, Genua, 1829
- Statue des Wohltäters Giuseppe Gandolfo, Albergo dei Poveri, Genua, 1829
- Fries Triumph des Marcellus in der Rotunde der Accademia Ligustica, 1830 (ausgeführt von Santo Varni; nach 1900 abgenommen und eingelagert)
- Dekorationsplastik und Reliefs im Saal, Palazzo Doria Tursi, Genua, um 1830
- Fuente de los Leones, Havanna, Kuba 1836[3]
- Fuente de la India, Havanna, Kuba, 1837[3]
- Statuen der zwölf Apostel, Castello di Pollenzo, um 1840
- Marmorstatue der Pomona für den Speisesaal, Alabaster-Flachreliefs mit den Taten Alexanders des Großen und dem Triumph des Paulus Aemilius, Castello di Racconigi, um 1840
- Statuen der hll. Ignatius und Franziskus, königliche Kapelle, Racconigi, um 1840
- Grabdenkmal für Ignacio Fletes, Tepic, Mexiko, um 1842
- Statue der Diana, Königlicher Palast, Turin, 1844
- Altar, Pfarrkirche von Torre Pellice, 1845
- Denkmal des Prinzen Thomas von Savoyen in der Grabtuchkapelle im Turiner Dom, 1849
- Grabdenkmäler der Familie Solei und des Marquis Felice di San Tommaso, Cimitero monumentale di Torino, um 1850
- Denkmal für Viktor Emanuel I., Piazza Gran Madre di Dio, Turin (ursprünglich für Genua bestimmt), um 1850
- Grabmal für Sebastiano Balduino, Monumentalfriedhof Staglieno, Genua, 1853
- Statue der Nautik und vorderes Relief (Disput von Salamanca) am Kolumbusdenkmal in Genua, 1862